# Carla Juri
Carla Juri, född 2 januari 1985, är en schweizisk skådespelerska.

## Filmografi (urval)

### Film
| År   | Titel                                       | Roll                   | Anmärkningar                    |
| ---- | ------------------------------------------- | ---------------------- | ------------------------------- |
| 2006 | Midday Room                                 | Bruden                 | kortfilm                        |
| 2008 | The Space You Leave                         | Lea                    | kortfilm                        |
| 2010 | 180° – Wenn deine Welt plötzlich Kopf steht | Esther Grüter          |                                 |
| 2010 | Bold Heroes                                 | Michis Cousine         |                                 |
| 2012 | Jump                                        | Jane                   |                                 |
| 2012 | Someone Like Me                             | Annemarie Geiser       | Eine wen iig, dr Dällebach Kari |
| 2012 | Questo è mio                                | Maestra                | kortfilm                        |
| 2013 | Finsterworld                                | Natalie                |                                 |
| 2013 | Wetlands                                    | Helen Memel            |                                 |
| 2013 | Lovely Louise                               | Junge Louise           |                                 |
| 2014 | Fossil                                      | Julie                  |                                 |
| 2014 | Spooky & Linda                              | Linda                  | kortfilm                        |
| 2016 | Morris from America                         | Inka                   |                                 |
| 2016 | Paula                                       | Paula Modersohn-Becker |                                 |
| 2016 | Brimstone                                   | Elizabeth Brundy       |                                 |
| 2017 | Blade Runner 2049                           | Dr. Ana Stelline       |                                 |
| 2017 | Walking to Paris                            | Lucy                   | upptagning                      |

### Television
| År   | Titel              | Roll            | Anmärkningar                   |
| ---- | ------------------ | --------------- | ------------------------------ |
| 2010 | Married to a Cop   | Ilaria Cantilli | Episode: "Una figlia"          |
| 2011 | Un passo dal cielo | Nina            | Episode: "Salvato dalle acque" |
| 2012 | Der Kriminalist    |                 | Episode: "Des Königs Schwert"  |

## Utmärkelser
- 2011 – Bästa kvinnliga biroll för 180° på Swiss Film Awards
- 2012 – Bästa huvudrollsinnehavare på Swiss Film Awards
- 2013 – Shooting Stars Award: Europas bästa unga skådespelare